# Jil Is Lucky
Jil Is Lucky, cuyo verdadero nombre es Jil Bensénior, es un músico y cantautor francés nacido el 10 de febrero de 1984 en Niza.

## Biografía
Jil Bensénior empezó a tocar la guitarra a la edad de 6 años, y desde los 12 años acompañó a su hermano tocando el bajo en un bar de Niza. Luego de unos viajes por el mundo, conoció a sus futuros músicos en Praga, Nueva York, Berlín y Sidi-Bel Abbes. 
En 2007, Jil Is Lucky lanzó su EP debut, titulado The Wanderer EP, a través del sello discográfico Roy Music. La canción que le da título al álbum fue seleccionada para ser la música oficial del festival de cine francés Fête du Cinéma en 2008. En diciembre de 2009, la canción "The Wanderer" se utilizó para una campaña de publicidad en todo el mundo para Kenzo, lo cual hizo crecer la popularidad del grupo.
Jil Is Lucky, luego del éxito de su primer EP lanzó su álbum debut homónimo el 16 de noviembre de 2009. El grupo comenzó una gira tocando en pequeños locales en París y en toda Francia y luego por el Reino Unido, Bélgica, Suiza y España con el fin de promocionar el disco y darse a conocer. Ese tour se centró principalmente en el año 2010 y finalizó el 9 de diciembre de ese año en el Casino de París. Actualmente, Jil Is Lucky está produciendo su segundo disco de estudio, para ser lanzado en 2012.

## Discografía

### Álbumes de estudio
| Año  | Álbum                                                                  |
| ---- | ---------------------------------------------------------------------- |
| 2009 | Jil Is Lucky - Lanzamiento: 16 de noviembre de 2009 - Sello: Roy Music |
| 2013 | In The Tiger's Bed                                                     |
| 2016 | Manon                                                                  |

### EP
| Año  | Álbum                                                  |
| ---- | ------------------------------------------------------ |
| 2007 | The Wanderer EP - Lanzamiento: 2007 - Sello: Roy Music |

### Sencillos
| Año  | Título       | Álbum           |
| ---- | ------------ | --------------- |
| 2007 | The Wanderer | The Wanderer EP |

### Videoclips
| Año  | Título       | Álbum        | Director          |
| ---- | ------------ | ------------ | ----------------- |
| 2009 | The Wanderer | Jil Is Lucky | Benoît Toulemonde |

## Miembros
- Jil Bensénior - (vocales y guitarra)
- La Vega (o Don Julio de la Vega) - (bajo, teclados, voz secundaria), también conocido como Julián Bensénior, es el hermano mayor de Jil.
- Superschneider - (guitarra, bajo, voz secundaria), también conocido como Steffen Charron.
- The Steamroller - (violonchelo), también conocido como Arnaud Crozatier, conoció a Jil en Praga.
- The Black Rabbi - (batería, percusión, coros), también conocido como Antoine Kerninon, conoció a Jil en Nueva York y fue donde él le pidió que se uniera al grupo.

## Premios y nominaciones
En 2008, Jil Is Lucky fue uno de los artistas que ganaron el premio Paris Jeunes Talents, presentado por el alcalde de París y en 2010 fue uno de los 15 ganadores del premio FAIR, para incentivar las carreras de los artistas nuevos junto a Ben Mazué, Mélanie Pain, Boogers, Hindi Zahra, Féloche, Mustang, Revolver, Nouvel R, Koumeniam, In The Club, Sexy Sushi, Orelsan y Pony Pony Run Run.
| Año  | Premio              | Trabajo nominado | Resultado |
| ---- | ------------------- | ---------------- | --------- |
| 2008 | Paris Jeunes Talent | Jil Is Lucky     | Ganador   |
| 2010 | Premio FAIR         | Jil Is Lucky     | Ganador   |